# Katarina av Braunschweig-Wolfenbüttel
Katarina av Braunschweig-Wolfenbüttel, född 1488, död 
29 juni 1563
i Amt Neuhaus, var hertiginna av Sachsen-Lauenburg, dotter till hertig Henrik I av Braunschweig-Wolfenbüttel (1463–1514) och Katharina av Pommern (död 1526). 

## Familj
Katarina gifte sig i Wolfenbüttel i november 1509 med hertig Magnus I av Sachsen-Lauenburg (död 1543). Paret fick följande barn:
1. Franz I av Sachsen-Lauenburg (ca 1510–1581), hertig av Sachsen-Lauenburg
2. Dorothea av Sachsen-Lauenburg (1511–1571), gift med kung Kristian III av Danmark
3. Katarina av Sachsen-Lauenburg (1513–1535), gift med kung Gustav Vasa av Sverige
4. Klara av Sachsen-Lauenburg (1518–1576), gift med hertig Franz av Braunschweig-Lüneburg
5. Sophia av Sachsen-Lauenburg (1521–1571), gift med greve Anton I av Oldenburg-Delmenhorst
6. Ursula av Sachsen-Lauenburg (????–1577), gift med hertig Heinrich av Mecklenburg-Schwerin